# East Cleveland (Ohio)
East Cleveland – miasto w Stanach Zjednoczonych, w stanie Ohio, leżące w aglomeracji Cleveland nad wybrzeżem jeziora Erie.
Liczba mieszkańców w 2010 roku wynosiła 27 097.